# Ryan Castro
Bryan David Castro Sosa (Bello, 14 de enero de 1994), conocido artísticamente como Ryan Castro, es un cantante y compositor colombiano de música urbana. Alcanzó reconocimiento internacional gracias a los éxitos “Jordan”, “Mujeriego”, “Quema” y “Monastery. 

## Biografía
En 2024, resolvió a su favor una serie de disputas legales con King Records, lo que consolidó su independencia creativa como artista. Ese mismo año, fundó su propia empresa, AWOO Team, y estableció un acuerdo estratégico con WK Records, conformando un sello bajo el cual mantiene control artístico mientras recibe respaldo internacional.
Actualmente, su música es distribuida por Sony Music Latin, y en marzo de 2025 firmó un contrato editorial global con Warner Chappell Music.  Su representante general es Leo Arango (@leoarango808), mientras que su booking internacional es gestionado por WK Records.

## Primeros años
Ryan nació en Bello y creció en el barrio Pedregal, al norte de Medellín. Desde joven mostró talento en géneros como rap, freestyle y dancehall, los cuales desarrolló durante la secundaria. Tras graduarse a los 17 años, comenzó a cantar en autobuses para apoyar a su familia; esa experiencia temprana le dio confianza y le permitió perfeccionar su estilo frente a todo tipo de público. 
Posteriormente, viajó a Curazao, donde trabajó en hoteles y restaurantes mientras ahorraba para financiar sus producciones musicales.

## Vida e influencia de Curazao
Durante su juventud, mantuvo una conexión profunda con Curazao, donde su madre residía. El artista vivió allí aproximadamente dos años, durante los cuales trabajó como mesero en un restaurante local llamado Perla del Mar. En ese rol, llevaba uniforme formal, incluso trabajando con smoking bajo el intenso calor caribeño, lo que intensificaba la exigencia del trabajo.
Años después, regresó al lugar para reconectar con sus raíces y fortalecer su identidad artística, influenciada por la riqueza cultural de la isla. Esta etapa fue clave en la formación del sonido de su álbum SENDÉ, donde incorporó ritmos caribeños como kizomba, dancehall y tambú para reflejar su vivencia en la isla. 
En una entrevista reciente, el artista expresó: “fue en esta isla donde me quedé atrapado en Colombia”, refiriéndose al impacto de esa experiencia en su vida y música. Allí trabajó en diversos oficios mientras componía y abrazaba la cultura local, estudiando sus ritmos y expresiones como fuente de inspiración. 
Para profundizar en esta etapa, el video “24 Horas con Ryan Castro en Curazao”, publicado por Billboard, muestra al artista recorriendo lugares significativos de la isla, incluyendo un restaurante donde trabajó y espacios que evocan su paso por allí. En este recorrido, Ryan comparte cómo Curazao ha influido en su estilo musical, su uso de ciertas expresiones —como “awoo”— y su proceso creativo. 

## Carrera musical
Ryan Castro inició su carrera profesional en 2017 con el sencillo "Morena", lanzado de forma independiente y promocionado inicialmente en plataformas digitales como YouTube y SoundCloud. Ese mismo año fue apadrinado por Kevin Roldán, lo que le permitió acceder a un mayor alcance dentro de la escena urbana colombiana.
En 2020, su reconocimiento creció notablemente en la región andina gracias a temas como "Lejanía", además de otros lanzamientos previos como “Entre Nos”, “Miami” y “Cositas al Oído”. 
El año 2021 marcó su despegue internacional con los éxitos "Mujeriego" y "Jordan", ambos logrando posición en la Billboard Global 200, la lista Global Excl. U.S., y en el Top 50 Global de Spotify durante varias semanas. Asimismo, ya para finales de ese año, refuerza su presencia con temas como "Wasa Wasa", "Malory" y "Monastery" (en colaboración con Feid), consolidándose como figura emergente del reggaetón colombiano. 
En 2022, gracias a su creciente popularidad, firmó un acuerdo de distribución con Sony Music Latin.  Ese mismo año lanzó dos EP destacados: ReggaetoNEA (agosto)  y Los Piratas (con SOG), y participó en los MTV Video Music Awards en una presentación junto a J Balvin con la canción “Nivel de Perreo” .  También recibió reconocimientos en los Premios Heat (Mejor Artista de la Región Andina) y en Premios Juventud (Nueva Generación – Masculina). 
En 2023, lanzó diversos sencillos y colaboraciones: "Ghetto Star", el video de "X 1 Beso" (junto a De la Ghetto), remixes de "Corazón Roto" y "Mercho" con artistas como Ozuna, Lil Cake y Migrantes. Durante el segundo semestre de ese año, realizó una gira por Europa, incluyendo fechas en España, Suiza, Francia, Alemania, Holanda y Polonia.  También se embarcó en una gira conjunta por Estados Unidos con Blessd, llamada Ay Bendito Ghetto Tour. Además, participó en el festival Mañana Será Bonito en Medellín y acompañó a Karol G en su gira Bichota Reloaded Tour.
Su gran éxito llegó con “Quema” (con Peso Pluma y SOG),  lanzado en el segundo semestre de 2023. El tema escaló hasta ingresar en el Billboard Hot Latin Songs y el Billboard Hot 100, acumulando cientos de millones de reproducciones y asegurando su puesto como uno de los himnos urbanos contemporáneos.También colaboró en el remix del sencillo "Una Noche en Medellín" con Karol G y Chris MJ.
En 2024, lanzó su álbum de estudio debut El Cantante del Ghetto bajo Sony Music Latin, el cual fue certificado múltiple platino. Ese mismo año también presentó "El Ritmo Que Nos Une", un tema con miembros de la Selección Colombia que se volvió viral, y fue reconocido por Rolling Stone como una nueva voz definitoria del futuro de la música latina.
En Enero de 2025, Ryan Castro colabora con los cantantes ecuatorianos Jombriel, Jøtta y Alex Krack para lanzar la canción "Parte & Choke [Remix]", canción que se volvió #1 en Tendencias de música en Youtube (2025).

## Disputa legal con Kevin Roldán
En 2020, Ryan Castro firmó varios contratos con King Records, la discográfica del cantante Kevin Roldán, que incluían servicios como intérprete, representación artística y contratos editoriales. En 2021, surgieron los primeros inconvenientes al no recibir los estados financieros correspondientes, lo que motivó una investigación legal por parte de su equipo jurídico. Tras varias negociaciones, ambas partes acordaron formar la sociedad Awoo King Records, con una participación del 50% para cada uno y el compromiso de que Castro asumiría responsabilidades legales y administrativas un año después; sin embargo, esto no se cumplió.  
El incumplimiento persistente por parte de King Records—incluida la falta de inversión en proyectos, retraso en pagos, y movimientos contables sin el consentimiento de Castro—motivó la interposición de al menos tres demandas ante el Tribunal Arbitral del Centro de Conciliación de Medellín entre abril y mayo del 2023. Las causas alegaban incumplimientos contractuales tanto en management como en editorial.  

###### Fallos a favor de Ryan Castro
En mayo de 2024, el tribunal falló en favor de Ryan Castro, ordenando que King Records le pagara una indemnización superior a 2 millones de dólares, además de otorgarle el 100% de los derechos de propiedad sobre sus fonogramas y audiovisuales (másters).  En junio de 2024, se confirmó una segunda demanda victoriosa: King Records también fue obligado a ceder los derechos de management y pagar cerca de 1.000 millones de pesos colombianos adicionales. Tras el fallo, Ryan Castro publicó en sus redes sociales: 
Bueno, solo quiero decirles que finalmente soy libre (sic) esperen el 200% de mí, yo nunca he dejado de trabajar ni de darle música a mis fans, a pesar de que el tiempo que estuve firmado querían meterme mil tropiezos. Yo siempre he sido una persona correcta y real, no me gusta quitarle un peso a nadie y tampoco dejarme quitar lo que tanto me cuesta. DIOS nos escuchó, DIOS nos acompañó en este proceso tan raro para nosotros (...) a toda la gente que habla cosas sin saber algún momento les voy a explicar y me van a entender,” escribió el artista en su cuenta de Instagram.

###### Reacción y contexto post-conflicto
Kevin Roldán aceptó el fallo pero expresó reservas, afirmando que la compañía aún tenía contratos vigentes con Castro y señalando que “lamentablemente hay gente que coge vuelo y olvida a quien los ayudó”.  Además, defendió que lo había apoyado durante la pandemia, ofreciéndole recursos para grabar videos y apoyo personal.

###### Cierre del conflicto
En junio de 2025, Ryan Castro confirmó el cierre definitivo del conflicto legal y celebró su independencia creativa:
 “Gané, me gané plata y gané tranquilidad también. Porque al final del día, bro, imagínate, estoy libre de mis cosas, tengo mi propia carrera, soy independiente. Si quiero sacar un tema mañana, lo saco mañana, si me da mañana por hacer un vallenato, hago un hago lo que quiera con mi carrera. Gracias a Dios porque siempre he sido una persona correcta. Nada, gané, bro, gracias a Dios". 

## "El ritmo que nos une" y la Copa América 2024
En 2024, Ryan Castro lanzó “El ritmo que nos une” junto con la Federación Colombiana de Fútbol como canción oficial de la Selección Colombia masculina en la Copa América y que rápidamente se convirtió en un himno oficioso. Su tema fue acogido con entusiasmo tanto en plataformas digitales como en estadios e hinchadas de todo el país. El tema contó con la participación de los jugadores colombianos Luis Díaz y Juan Fernando Quintero y con apariciones en el video de figuras como James Rodríguez, Davinson Sánchez, Matheus Uribe y Daniel Muñoz. Su estreno coincidió con el partido Colombia vs. Estados Unidos y las grabaciones se realizaron en Barranquilla.
La producción del tema fue un esfuerzo conjunto entre AWOO Team, WK Records, Sony Music y la Federación Colombiana de Fútbol. En el detrás de cámaras del video oficial se evidenciaron los logotipos de importantes patrocinadores como Gatorade, BetPlay y Cerveza Águila. 
La canción fusiona bases del reguetón y el rap con ritmos folclóricos colombianos como la cumbia y la música del Pacífico, y se realizó con todos los instrumentos tocados en directo. Destacada fue la participación del flautista Tato Marenco, reconocido por su trayectoria con Totó La Momposina y por su intervención en éxitos como “La Bicicleta”. 
Santiago Orrego, conocido como SOG, se refirió a su trayectoria de más de diez años en la industria y describió la creación del himno nacional como un verdadero reto profesional, conceptualizado con profundidad y espontaneidad emocional . Relató cómo la idea nació en un hotel de Bogotá, mientras montaba pistas musicales: "La melodía me llegó mientras estaba con mi papá... fue un proyecto entre risas y magia", declaró. SOG también destacó la conexión que el público ha establecido con la canción, gracias al uso de expresiones propias del habla cotidiana como “que calidoso” o “que monstro”, que favorecieron la empatía y el sentido de pertenencia nacional. 

### Controversias y repercusión
La incorporación de la marca de apuestas BetPlay generó controversia. Se presentó una demanda ante la Superintendencia de Industria y Comercio (SIC), argumentando que la aparición de dicha marca en el video y la presencia de jugadores en escenas publicitarias podían vulnerar normativas sobre publicidad de apuestas online. Además, se solicitó que se incluyeran advertencias sobre los riesgos asociados.

## Sendé World Tour

#### Anuncio y primeras fechas confirmadas
Ryan Castro anunció la primera etapa de su Sendé World Tour 2025 , una ambiciosa gira para promover su segundo álbum Sendé. Se confirmó que recorrerá 27 ciudades en América del Norte y Europa.
La gira dará inició el 12 de julio de 2025 en Londres, y continuará hacia ciudades donde aún no había presentado conciertos, tales como Vancouver (Canadá), Nueva York, París, Madrid, Los Ángeles y Miami.  Según Remezcla, la etapa estadounidense comenzará el 10 de octubre en Los Ángeles (CA) y finalizará el 15 de noviembre en Nueva York (NY), incluyendo presentaciones en Chicago (IL), Houston (TX) y Miami (FL). 

###### Presentación en Bogotá
Ryan Castro incluyó a Bogotá como única parada en Colombia dentro de su gira global Sendé World Tour, el 31 de octubre de 2025 en el Coliseo MedPlus.  La boletería se había habilitado en dos etapas: una preventa exclusiva para fans desde el 30 de julio de 2025 a las 10:00 a.m., y otra, para una venta general el 1 de agosto. Sin embargo, la venta del evento alcanzó un hito notable: agotó las más de 19.000 entradas en menos de 8 horas. Este logro fue ampliamente destacado, en el que describió el evento como un “sueño hecho realidad” para el artista. 

#### Contexto y propuesta artística
Castro describió esta gira como una celebración de su identidad caribeña y musical, destacando la energía de su reciente trabajo discográfico, que ha sido reconocido entre los álbumes latinos más importantes del año por medios como Billboard Latin y Rolling Stone en Español. 
Además, las paradas latinoamericanas aún están por anunciarse, aunque se especula que la gira podría concluir en Medellín, ciudad natal del artista.

## Proyectos empresariales

### Empresa discográfica y editorial
En 2024, Ryan Castro consolidó su independencia artística fundando su propia compañía llamada AWOO Team, la cual firmó una alianza estratégica con WK Records para lanzar su sello discográfico.  Gracias a este acuerdo, mantiene control creativo sobre su música al mismo tiempo que recibe apoyo internacional para su distribución. Posteriormente, firmó una distribución con Sony Music Latin y, en marzo de 2025, un contrato editorial global con Warner Chappell Music. 

### Inversión deportiva
En enero de 2025, a través de AWOO Team, decidió incursionar en el ámbito deportivo convirtiéndose en el primer artista colombiano en adquirir una participación accionaria en un equipo profesional de baloncesto: Paisas Basketball, con sede en Medellín. Esta inversión incluye tanto los derechos deportivos como un acuerdo de patrocinio. El objetivo es impulsar el básquet local, brindar visibilidad al equipo y motivar a los jóvenes. 

### Proyectos promocionales
Ryan también ha explorado formatos creativos y promocionales vinculados a su identidad artística. En una demostración de su espíritu emprendedor, protagonizó una campaña donde vendió chocolatinas en un bus de Medellín en colaboración con la marca Jumbo, recuperando simbólicamente sus inicios callejeros y conectando directamente con su comunidad. 

## Discografía

### Álbumes de estudio
- 2024: El Cantante del Ghetto
- 2025: SENDÉ

### EP's
- 2022: ReggaetoNEA
- 2022: Los Piratas

## Premios y nominaciones
| Año  | Premio                   | Galardón                                        | Nominación                                    | Resultado | Ref.          |
| ---- | ------------------------ | ----------------------------------------------- | --------------------------------------------- | --------- | ------------- |
| 2022 | Premios tu música urbano | Top artista nuevo masculino                     | Él mismo                                      | Nominado  | [ 58 ]        |
| 2022 | Premios tu música urbano | Top canción tropical urbano                     | «Mujeriego»                                   | Nominado  | [ 58 ]        |
| 2022 | Premios Heat             | Mejor Artista Región Andina                     | Él mismo                                      | Nominado  | [ 24 ]        |
| 2022 | Premios Heat             | Artista Revelación                              | Él mismo                                      | Ganador   | [ 24 ]        |
| 2022 | Premios Juventud         | Social Dance Challenge                          | «Jordan»                                      | Nominado  | [ 59 ] [ 60 ] |
| 2022 | Premios Juventud         | Nueva Generación - Masculina                    | Él mismo                                      | Ganador   | [ 59 ] [ 60 ] |
| 2022 | Premios Nuestra Tierra   | Nuevo artista del año                           | Ryan Castro                                   | Ganador   |               |
| 2022 | Premios Nuestra Tierra   | Mejor Artista Urbano                            | Ryan Castro                                   | Nominado  |               |
| 2022 | Premios Nuestra Tierra   | Mejor Canción urbana                            | «Monastery» (feat. Feid)                      | Nominado  |               |
| 2022 | Premios Nuestra Tierra   | Mejor Canción urbana                            | «Jordan»                                      | Nominado  |               |
| 2023 | Premios Nuestra Tierra   | Artista del año                                 | Ryan Castro                                   | Nominado  |               |
| 2023 | Premios Nuestra Tierra   | Mejor Artista Urbano                            | Ryan Castro                                   | Nominado  |               |
| 2023 | Premios Nuestra Tierra   | Mejor Canción urbana                            | «Quién TV Remix» (feat. Blessd)               | Nominado  |               |
| 2023 | Premios Nuestra Tierra   | Mejor Canción urbana                            | «Jordan»                                      | Nominado  |               |
| 2023 | Premios Nuestra Tierra   | Colaboracion urbana                             | «Monumento (remix)» (feat. Andy Rivera, Ñejo) | Nominado  |               |
| 2023 | Premios Nuestra Tierra   | Colaboracion urbana                             | «Monastery» (feat. Feid)                      | Nominado  |               |
| 2023 | Premios Nuestra Tierra   | Canción tropical/salsa/cumbia                   | «Mujeriego»                                   | Ganador   |               |
| 2024 | Premios Lo Nuestro       | Mejor Rémix del año                             | Una Noche en Medellín Remix                   | Ganador   |               |
| 2024 | Premios Nuestra Tierra   | Mejor Colaboración Urbana, Mejor Canción Urbana | «Quema» (feat. Peso Pluma)                    | Nominado  |               |
| 2024 | Premios Nuestra Tierra   | Mejor Artista Urbano                            | Ryan Castro                                   | Nominado  |               |
| 2024 | Premios Nuestra Tierra   | Mejor Colaboración Urbana                       | «Ojitos Rojos» (feat. Blessd)                 | Nominado  |               |
| 2024 | Premios Juventud         | Mezcla Perfecta                                 | «Quema» (feat. Peso Pluma)                    | Ganador   | [ 61 ]        |